# Santuário São Benedito (Pedreiras)
A Paróquia-Santuário São Benedito é um templo católico situado no centro, na cidade de Pedreiras, estado do Maranhão, Brasil. É o primeiro e único santuário diocesano da Diocese de Bacabal.

## História
Fundada em 11 de maio de 1940, é uma das principais paróquias da diocese. Atualmente, é administrada pelo padre José Geraldo Teófilo da Silva.
Até sua criação, integrava o território da Paróquia de São Luís Gonzaga do Maranhão. O crescimento da cidade de Pedreiras e a intensa atuação de grupos protestantes e espíritas na região motivaram o então arcebispo de São Luís do Maranhão, Dom Carlos Carmelo de Vasconcelos Motta, a erigir canonicamente a nova paróquia em 11 de maio de 1940.
Em 1º de novembro de 1968, com a criação da Diocese de Bacabal, passou a fazer parte desta circunscrição eclesiástica.